# 李炳文
李炳文（英語：John Lee Ping Man，1961年6月7日—），香港男歌手，成名作《昨夜的渡輪上》被視為香港「城市民歌」的代表作之一。
《昨夜的渡輪上》一曲本由蔡楓華主唱，卡龍卻因蔡工作忙碌未能灌錄歌曲，並找來石金華與李炳文試唱。最終李通過試音灌錄其代表作〈昨夜的渡輪上〉。

## 背景
李炳文早年先後居住西環荷蘭街木屋區和香港仔田灣邨。家有九兄弟姊妹，李炳文排行第八。李曾就讀天台學校瑪大肋納嘉諾撒學校、西營盤水街堅道英文書院，其後就讀香港仔浸信會呂明才書院（當時稱為「香港仔浸信會培真中學」），是體育校隊成員。1978年，中五畢業後，李曾短暫於該校任職文員。1981年，李獲同事兼同學石金華兄弟鼓勵參與第一屆「香港城市民歌創作大賽」。與此同時，石氏兄弟邀請李把歌曲唱錄成卡式，寄往香港電台報名「香港城市民歌創作大賽」，結果獲倪秉郎賞識而直接進入決賽。最妍終，李炳文獲得亞軍，正是由此而冒起。此前，李炳文在中學時暫時放下音樂，轉而參與籃球運動。他在中四時信奉基督教，由差點兒誤入歧途變為參加團契音樂活動的青少年。由當時開始，李炳文重新彈結他。而完成比賽後，本來以為比賽告一段落而沒有後續事件的他到《歡樂今宵》演出，並獲唱片公司為他灌錄一張唱片《漁村風光》。
他在1970年代末至1980年代初，香港受到台灣的「校園民歌」風潮的影響，帶動了香港「城市民歌」的興起。當時，然而，跟其他同期城市民歌歌手一樣，李炳文在「城市民歌」熱潮退卻後，淡出歌壇。直至2000年代，其中學師妹致電香港電台《2000靚歌再重聚》節目組。令李再次出現於音樂節目或活動場合。他在2000年前間中會到社區中心與監獄演唱。曾路得於該段時期曾經邀請他擔任電台唱片騎師。另外，李自己亦修讀青年輔導的課程。而且從事電腦硬件的（到路訊通）宣傳介紹工作。
自2000年起，李炳文與區瑞強合作在「音樂農莊」擔任兼職音樂導師，2004年後正式成為全職結他、鋼琴、歌唱及鼓樂導師。目前，他也會在社區會堂舉行小型音樂會。

## 外部連結
- 李炳文的Facebook專頁
- YouTube上的李炳文頻道